# Vera Poesjkarjova
Vera Ivanovna Poesjkarjova (Russisch: Вера Ивановна Пушкарёва; geboortenaam: Бессонова; Bessonova) (Moskou, 19 augustus 1907 - Moskou, 22 februari 1995) was een basketbalspeler in de Sovjet-Unie. Ze was Meester in de sport van de Sovjet-Unie.

## Carrière
Poesjkarjova speelde sinds 1926 voor Dinamo Moskou en won acht keer het Landskampioenschap van de Sovjet-Unie in 1937, 1938, 1939, 1940, 1944, 1945 en 1948. Ze werd één keer tweede in 1947 en twee keer derde in 1946 en 1949. Ook won ze met dat team ook de USSR Cup in 1949. In 1936 werd ze Landskampioenschap van de Sovjet-Unie met Team Moskou. In 1949 stopte ze met basketbal.

## Erelijst
- Landskampioen Sovjet-Unie: 8
  - Winnaar: 1936, 1937, 1938, 1939, 1940, 1944, 1945, 1948
  - Tweede: 1947
  - Derde: 1946, 1949
- Bekerwinnaar Sovjet-Unie: 1
  - Winnaar: 1949